# Kanton Pablo Sexto
Der Kanton Pablo Sexto befindet sich in der Provinz Morona Santiago im Südosten von Ecuador. Er besitzt eine Fläche von 1390 km². Im Jahr 2020 lag die Einwohnerzahl schätzungsweise bei 2900. Verwaltungssitz des Kantons ist die Ortschaft Pablo Sexto mit 716 Einwohnern (Stand 2010).

## Lage
Der Kanton Pablo Sexto befindet sich im Norden der Provinz Morona Santiago. Das Gebiet reicht von der Cordillera Real bis hinab ins Amazonastiefland. Im Südwesten erhebt sich an der Kantonsgrenze der 5230 m hohe Vulkan Sangay, im Nordwesten der 5319 m hohe Vulkan El Altar. Der Río Palora entwässert einen Großteil des Kantons nach Osten. Pablo Sexto ist über eine Stichstraße, die über Huamboya führt, mit der Fernstraße E45 (Macas–Puyo) verbunden.
Der Kanton Pablo Sexto grenzt im Westen an die Provinz Chimborazo, im Norden an den Kanton Palora, im Südosten an den Kanton Huamboya sowie im Süden an den Kanton Morona.

## Verwaltungsgliederung
Der Kanton Pablo Sexto ist deckungsgleich mit der gleichnamigen Parroquia urbana („städtisches Kirchspiel“).

## Geschichte
Die Parroquia Pablo Sexto wurde am 2. Januar 1992 gegründet. Der Kanton Pablo Sexto wurde im Jahr 2001 eingerichtet. Kanton und Hauptort wurden nach Papst Paul VI. benannt.

## Ökologie
Der Westteil des Kantons liegt innerhalb des Nationalparks Sangay.